# Pierre-François Mourier
Pour les articles homonymes, voir Mourier.
Pierre-François Mourier, né le 3 juin 1966 à Ajaccio, conseiller d’Etat, est un haut fonctionnaire français. 
Ancien élève de l’École normale supérieure (rue d’Ulm), agrégé de lettres classiques, il fut successivement attaché culturel, chargé du livre aux services culturels de l’ambassade de France à New York, secrétaire de rédaction et membre du comité de rédaction de la revue Esprit, directeur des publications et du département des sciences humaines de l’Ecole nationale supérieure du paysage de Versailles, conseiller du Président de la République Jacques Chirac, chargé d’abord des discours et de la prospective puis de l’éducation et de la culture, consul général de France à San Francisco, directeur général adjoint du Centre d’analyse stratégique, devenu France Stratégie.
Il entre au Conseil d’État en 2002 comme maître des requêtes, puis comme conseiller d’État depuis 2014.
Ambassadeur de France en Slovénie de 2012 à 2016, il fut ensuite directeur général du centre international d'études pédagogiques, devenu France Éducation international, de 2018 à 2023.
Il est nommé le 23 octobre 2024 recteur de l'académie de Nancy-Metz et de la région académique Grand Est, chancelier des universités.
Il est membre du conseil d’administration du CNED et de la Mission laïque française (MLF).

## Décorations
- Chevalier de la Légion d'honneur[2].
- Commandeur de l'ordre des Palmes académiques (2023) de droit en tant que recteur[3]